# Atrichantha
Atrichantha là một chi thực vật có hoa trong họ Cúc (Asteraceae).

## Loài
Chi Atrichantha gồm các loài: